# Maleae
Maleae (o incorrectamente Pyreae) es una tribu de plantas en la subfamilia Amygdaloideae perteneciente a la familia de las rosáceas. El género tipo es: Malus Mill.

## Géneros
Tribus según GRIN
- Lindleyinae
- Malinae

Géneros según NBCI
- Amelanchier
- Aria
- Aronia
- Chaenomeles
- Chamaemeles
- Chamaemespilus
- Cormus
- Cotoneaster
- Crataegus
- Cydonia
- Dichotomanthes
- Docynia
- Docyniopsis
- Eriobotrya
- Eriolobus
- Hesperomeles
- Heteromeles
- Kageneckia
- Lindleya
- Malacomeles
- Malus
- Mespilus
- Osteomeles
- Peraphyllum
- Photinia
- Pseudocydonia
- Pyracantha
- Pyrus
- Rhaphiolepis
- Sorbus
- Stranvaesia
- Torminalis
- Vauquelinia
- x Crataemespilus[3]

Géneros según otras fuentes
- Amelanchier
- × Amelasorbus
- Aronia
- Chaenomeles
- Chamaemeles
- Cotoneaster
- x Crataegomespilus
- Crataegus
- × Crataemespilus
- Cydonia
- Dichotomanthes
- Docynia
- Eriobotrya
- Hesperomeles
- Heteromeles
- Kageneckia
- Lindleya
- Malacomeles
- Malus
- Mespilus
- Osteomeles
- Peraphyllum
- Photinia
- Pseudocydonia
- Pyracantha
- × Pyracomeles
- x Pyrocydonia
- × Pyronia
- Pyrus
- Rhaphiolepis
- × Sorbaronia
- × Sorbocotoneaster
- × Sorbocrataegus
- × Sorbomespilus
- × Sorbopyrus
- Sorbus
- Stranvaesia
- Torminalis
- Vauquelinia